# Santa Cruz (Honduras)
Santa Cruz è un comune dell'Honduras facente parte del dipartimento di Lempira.
Il comune venne istituito nel 1926 con parte del territorio del comune di Erandique.